# Beta Coronae Borealis
Beta Coronae Borealis (β Coronae Borealis, viết tắt Beta CRB, β CrB) là một hệ sao đôi trong chòm sao Bắc Miện (Corona Borealis). Nhìn bằng  mắt thường, nó có vẻ như là một ngôi sao duy nhất và là ngôi sao sáng thứ hai trong chòm sao của nó với cấp sao biểu kiến khác nhau trong khoảng từ 3,65 đến 3,72. Dựa trên các phép đo thị sai được thực hiện trong nhiệm vụ Hipparcos, nó cách Mặt Trời khoảng 112 năm ánh sáng.
Hai sao thành phần được định danh Beta Coronae Borealis A (chính thức đặt tên là Nusakan /ˈnjuːsəkæn/, tên truyền thống của hệ thống sao này)  và Beta Coronae Borealis B

## Danh pháp
β Coronae Borealis (được Latin hóa thành Beta Coronae Borealis) là tên gọi của hệ thống sao này. Chỉ định của hai thành phần là Beta Coronae Borealis A và B xuất phát từ quy ước được sử dụng bởi Danh mục Đa quốc gia Washington (WMC) cho các hệ sao, và được Liên minh Thiên văn Quốc tế (IAU) thông qua.

## Tính chất

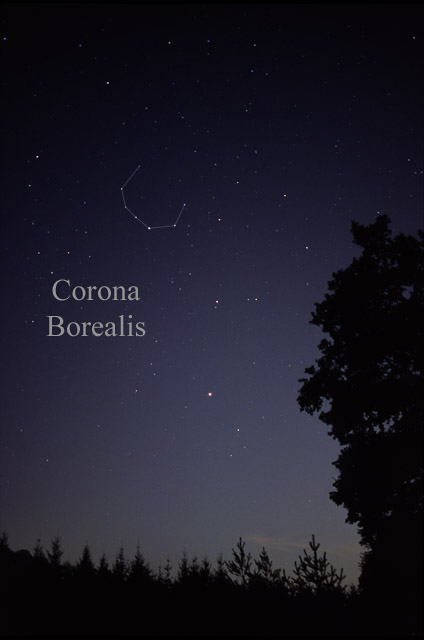
Coronae Borealis là ngôi sao sáng thứ 2 trong chòm sao Corona Borealis

Beta Coronae Borealis lần đầu tiên được công bố là một hệ sao đôi vào năm 1907, dựa trên các quan sát quang phổ tại Đài thiên văn Lick; JB Cannon đã xuất bản quỹ đạo của hệ sao này vào năm 1914, với chu kỳ quỹ đạo 40,9 ngày. Các cuộc điều tra quang phổ sau đó của FJ Neubauer tại Đài thiên văn Lick, được xuất bản năm 1944, với chu kỳ quỹ đạo 10,5 năm, không có bằng chứng cho quỹ đạo 41 ngày. Antoine Labeyrie và đồng nghiệp đã giải quyết cặp sao đôi bằng phương pháp giao thoa điểm ảnh vào năm 1973 và thấy rằng hai ngôi sao cách nhau khoảng 0,25 giây cung; tác phẩm này đã được xuất bản vào năm 1974. Cặp sao đôi này cũng được Coteau quan sát trực quan vào năm 1973. Một số quỹ đạo sau đó đã được xuất bản bằng cách sử dụng các quan sát giao thoa hình ảnh và giao thoa, cả hình ảnh và kết hợp với dữ liệu quang phổ. Năm 1999, Söderhjelm đã xuất bản một quỹ đạo sử dụng dữ liệu giao thoa điểm ảnh cùng với các quan sát của Hipparcos.